# Eunoumeana fletcheri
Eunoumeana fletcheri là một loài bướm đêm trong họ Geometridae.